# Панамериканский чемпионат по самбо 2023
Панамериканский чемпионат по самбо 2023 года прошёл в городе Санто-Доминго (Доминиканская Республика) 6 — 7 сентября. Город уже принимал континентальный чемпионат 2019 года. 
На этом чемпионате было разыграно 28 комплектов наград, на пьедестал почёта поднимались представители 16 государств.

## Медалисты

### Мужчины
| Весовая категория | Золото                    | Серебро                                   | Бронза                                                          |
| ----------------- | ------------------------- | ----------------------------------------- | --------------------------------------------------------------- |
| до 58 кг          | Иманол Родригес · Мексика | Мигель Джаспе · Венесуэла                 | Майкл Диас · Доминиканская Республика Пабло Фаллас · Коста-Рика |
| до 64 кг          | Тейлор Вебер · США        | Оливер Геварра · Доминиканская Республика | Лукас Боррегалес · Венесуэла Энтони Молина · Коста-Рика         |
| до 71 кг          | Иван Лопучанский · США    | Ханс Молина · Коста-Рика                  | Рейс Маркос · Бразилия Сэнди Михарес · Венесуэла                |
| до 79 кг          | Харольд Мора · Колумбия   | Шерзод Яхиаев · США                       | Пол Амаев · Венесуэла Хуан Мигель Салинас · Мексика             |
| до 88 кг          | Дмитрий Вилтовский · США  | Эдуард Гарсиа · Венесуэла                 | Эстебан Бренес · Коста-Рика Николас Солано Лопес · Бразилия     |
| до 98 кг          | Лукас Лима · Бразилия     | Давид Аракелян · США                      | Жильберто Аяла · Венесуэла Адольфо Тамайо Селада · Мексика      |
| свыше 98 кг       | Мохамед Радад · США       | Фабрицио Родригес · Бразилия              | Леонель Салазар · Ямайка Дэвид Гарфиас · Мексика                |

#### Командный зачёт
*   Принимающая страна (Доминиканская Республика)
| Место          | Страна                    | Золото | Серебро | Бронза | Всего |
| -------------- | ------------------------- | ------ | ------- | ------ | ----- |
| 1              | США                       | 4      | 2       | 0      | 6     |
| 2              | Бразилия                  | 1      | 1       | 2      | 4     |
| 3              | Мексика                   | 1      | 0       | 3      | 4     |
| 4              | Колумбия                  | 1      | 0       | 0      | 1     |
| 5              | Венесуэла                 | 0      | 2       | 4      | 6     |
| 6              | Коста-Рика                | 0      | 1       | 3      | 4     |
| 7              | Доминиканская Республика* | 0      | 1       | 1      | 2     |
| 8              | Ямайка                    | 0      | 0       | 1      | 1     |
| Всего стран: 8 | Всего стран: 8            | 7      | 7       | 14     | 28    |

### Женщины
| Весовая категория | Золото                                | Серебро                     | Бронза                                                                  |
| ----------------- | ------------------------------------- | --------------------------- | ----------------------------------------------------------------------- |
| до 50 кг          | Луизинья Кампос · Венесуэла           | Джессика Перес · Коста-Рика | Лаура Масиас · Колумбия Делия Исла Легуа · Боливия                      |
| до 54 кг          | Фрэнсис Солорзано · Венесуэла         | Вики Фонсека · Никарагуа    | Даниэла Санчес · Колумбия Сильвия Гизель Пина · Мексика                 |
| до 59 кг          | Марта Родригес · Мексика              | Рейна Кордоба · Коста-Рика  | Римарис Карраскель · Венесуэла Мелани Адамес · Доминиканская Республика |
| до 65 кг          | Сьерра Джудит · Никарагуа             | Нейли Салазар · Мексика     | Эстефания Бричено · Коста-Рика Вайра Бустос · Колумбия                  |
| до 72 кг          | Мария Пена · Доминиканская Республика | Норма Хименес · Коста-Рика  | Жасмин Торрес · Колумбия Карла Лопес · Никарагуа                        |
| до 80 кг          | Бренда Молина Эрнандес · Куба         | Николь Кастро · Коста-Рика  | Синтия Плакис · США Андреа Гилен · Мексика                              |
| свыше 80 кг       | Пуэлло Одри · Коста-Рика              | Дженифер Сильва · Бразилия  |                                                                         |

#### Командный зачёт
*   Принимающая страна (Доминиканская Республика)
| Место           | Страна                    | Золото | Серебро | Бронза | Всего |
| --------------- | ------------------------- | ------ | ------- | ------ | ----- |
| 1               | Венесуэла                 | 2      | 0       | 1      | 3     |
| 1               | Доминиканская Республика* | 2      | 0       | 1      | 3     |
| 3               | Мексика                   | 1      | 1       | 2      | 4     |
| 4               | Никарагуа                 | 1      | 1       | 1      | 3     |
| 5               | Куба                      | 1      | 0       | 0      | 1     |
| 6               | Коста-Рика                | 0      | 4       | 1      | 5     |
| 7               | Бразилия                  | 0      | 1       | 0      | 1     |
| 8               | Колумбия                  | 0      | 0       | 4      | 4     |
| 9               | Боливия                   | 0      | 0       | 1      | 1     |
| 9               | США                       | 0      | 0       | 1      | 1     |
| Всего стран: 10 | Всего стран: 10           | 7      | 7       | 12     | 26    |

### Боевое самбо
| Весовая категория | Золото                            | Серебро                                          | Бронза                                                                |
| ----------------- | --------------------------------- | ------------------------------------------------ | --------------------------------------------------------------------- |
| до 58 кг          | Иманол Родригес Пилладо · Мексика | Луис де Хесус Сориано · Доминиканская Республика | Торин Макфадьен · Канада Луис Молина Рамирес · Колумбия               |
| до 64 кг          | Лукас Боррегалес · Венесуэла      | Энтони Молина · Коста-Рика                       | Давид Меза · Мексика Закария Хайнес · США                             |
| до 71 кг          | Иван Лопучанский · США            | Густаво Гарсиа · Мексика                         | Бруно Веланова · Уругвай Ханс Молина · Коста-Рика                     |
| до 79 кг          | Пол Амая · Венесуэла              | Эммануэль Арзола · Мексика                       | Орландо Перальта · Доминиканская Республика Хуан Контрерас · Колумбия |
| до 88 кг          | Андрес Торрес · Колумбия          | Войцех Жулински · США                            | Эрвин Варгас Мартинес · Мексика Джефф Мондезир · Гаити                |
| до 98 кг          | Давид Аракелян · США              | Джордж Тачеф · Венесуэла                         | Орландо Рамирес · Колумбия Андрес Молина · Панама                     |
| свыше 98 кг       | Хорхе Миселем · Гондурас          | Луис Альбето Роман Барриос · Мексика             | Эрнесто Солдивар · США Энгельберт Бербин · Венесуэла                  |

#### Командный зачёт
*   Принимающая страна (Доминиканская Республика)
| Место           | Страна                    | Золото | Серебро | Бронза | Всего |
| --------------- | ------------------------- | ------ | ------- | ------ | ----- |
| 1               | США                       | 2      | 1       | 2      | 5     |
| 2               | Венесуэла                 | 2      | 1       | 1      | 4     |
| 3               | Мексика                   | 1      | 3       | 2      | 6     |
| 4               | Колумбия                  | 1      | 0       | 3      | 4     |
| 5               | Гондурас                  | 1      | 0       | 0      | 1     |
| 6               | Доминиканская Республика* | 0      | 1       | 1      | 2     |
| 6               | Коста-Рика                | 0      | 1       | 1      | 2     |
| 8               | Гаити                     | 0      | 0       | 1      | 1     |
| 8               | Канада                    | 0      | 0       | 1      | 1     |
| 8               | Панама                    | 0      | 0       | 1      | 1     |
| 8               | Уругвай                   | 0      | 0       | 1      | 1     |
| Всего стран: 11 | Всего стран: 11           | 7      | 7       | 14     | 28    |

### Боевое самбо (женщины)
| Весовая категория | Золото                                 | Серебро                                         | Бронза                                                                     |
| ----------------- | -------------------------------------- | ----------------------------------------------- | -------------------------------------------------------------------------- |
| до 50 кг          | Луизинья Кампос · Венесуэла            | Евстолия Лара · Мексика                         | Дориэнли Контрерас · Доминиканская Республика Джессика Перес · Коста-Рика  |
| до 54 кг          | Росбелес Гедес · Венесуэла             | Сильвия Гизель Пина · Мексика                   | Даниэла Санчес · Колумбия Каралина Фигард · США                            |
| до 59 кг          | Рейна Кордоба · Коста-Рика             | Кэтрин Карилло · США                            | Эшлин Контрерас Падилла · Мексика Мелани Адамес · Доминиканская Республика |
| до 65 кг          | Барбара Руис Тимауре · Венесуэла       | Дульсе Мария Кабрера · Доминиканская Республика | Мария Луиза Миллер · Гватемала Мишель Гонсалес · Мексика                   |
| до 72 кг          | Мария Пена · Доминиканская Республика  | Норма Хименес · Коста-Рика                      | }Колумбия} Нэнси Эрнандес · Мексика                                        |
| до 80 кг          | Николь Кастро · Коста-Рика             | Юлейсис Арредондо · Доминиканская Республика    |                                                                            |
| свыше 80 кг       | Одри Пуэлло · Доминиканская Республика |                                                 |                                                                            |

#### Командный зачёт
*   Принимающая страна (Доминиканская Республика)
| Место          | Страна                    | Золото | Серебро | Бронза | Всего |
| -------------- | ------------------------- | ------ | ------- | ------ | ----- |
| 1              | Венесуэла                 | 3      | 0       | 0      | 3     |
| 2              | Доминиканская Республика* | 2      | 2       | 2      | 6     |
| 3              | Коста-Рика                | 2      | 1       | 1      | 4     |
| 4              | Мексика                   | 0      | 2       | 3      | 5     |
| 5              | США                       | 0      | 1       | 1      | 2     |
| 6              | Колумбия                  | 0      | 0       | 2      | 2     |
| 7              | Гватемала                 | 0      | 0       | 1      | 1     |
| Всего стран: 7 | Всего стран: 7            | 7      | 6       | 10     | 23    |

## Общий командный зачёт
*   Принимающая страна (Доминиканская Республика)
| Место           | Страна                    | Золото | Серебро | Бронза | Всего |
| --------------- | ------------------------- | ------ | ------- | ------ | ----- |
| 1               | Венесуэла                 | 7      | 3       | 6      | 16    |
| 2               | США                       | 6      | 4       | 4      | 14    |
| 3               | Доминиканская Республика* | 4      | 4       | 5      | 13    |
| 4               | Мексика                   | 3      | 6       | 10     | 19    |
| 5               | Коста-Рика                | 2      | 7       | 6      | 15    |
| 6               | Колумбия                  | 2      | 0       | 9      | 11    |
| 7               | Бразилия                  | 1      | 2       | 2      | 5     |
| 8               | Никарагуа                 | 1      | 1       | 1      | 3     |
| 9               | Гондурас                  | 1      | 0       | 0      | 1     |
| 9               | Куба                      | 1      | 0       | 0      | 1     |
| 11              | Боливия                   | 0      | 0       | 1      | 1     |
| 11              | Гаити                     | 0      | 0       | 1      | 1     |
| 11              | Гватемала                 | 0      | 0       | 1      | 1     |
| 11              | Канада                    | 0      | 0       | 1      | 1     |
| 11              | Панама                    | 0      | 0       | 1      | 1     |
| 11              | Уругвай                   | 0      | 0       | 1      | 1     |
| Всего стран: 16 | Всего стран: 16           | 28     | 27      | 49     | 104   |